# 한국디자인산업연합회
한국디자인산업연합회(Korean Federation of Design Industry Associations, KODIA)는 1994년에 결성된 대한민국의 디자인 단체이다.  한국디자인진흥원의 심사를 통해 선정되는 공인산업디자인전문회사들이 결성하였으며 공인산업디자인전문회사 등록 제도가 신고제로 전환된 이후로도 전국 6개 지회와 300여개사 회원사에서 근무하는 현장 실무자 9,400명의 70% 이상이 우수디자인전문회사에 속한다. 디자인 산업계 회원들 간 교류와 협력을 통해 기업 경쟁력을 제고하고자 하며, 디자인산업의 선진화 창달을 위한 연구 활동을 지원한다.

## 설립일자
1994년 4월 9일

## 설립목적
산업환경의 다변화, 고도화에 다라 다양한 산업분야와 융합을 통한 디자인기업의 역할 확장과 디자인산업의 경쟁력 향상을 위하여 디자인산업 관련 단체가 주축으로 결성한 연합회로 디자인산업의 균형 있는 발전을 통하여 국가 산업 경쟁력 향상에 기여함을 목적으로 한다.

## 추진사업
- 디자인권리보호
  - 산업디자인 개발의 대가기준 제정 고시
  - 산업디자인 적정대가 [용역 비용] 산정 기준 법제화
  - 디자인기업 피해지원센터 운영
  - 디자이너경력관리센터 운영
  - KODIA 디자인 표준계약서 제정
  - 소프트웨어 인중 사업 & 폰트 사용 계도
- 사업발굴 기업매칭
  - 소상공인 협업 활성화 공동 사업 회원사 매칭
  - 문화관광상품 플랫폼
  - 협동조합 설립
  - 디자인 수요처 매칭 활동
  - 회원사 간 정보 공유 및 공동 사업 추진
- 디자인 해외진출 지원
  - 한-베트남 수출지원
  - 디자인 기업 해외 진출 지원 다수
- 인력발굴 교육활동
  - 디자이너 경력관리센터 운영
  - 교육활동
- 디자인 대외홍보
  - 매년 7개 디자인 분야에 걸쳐 디자인 성공 사례 발굴을 위한 잇:어워드 개최
  - 홈페이지 및 SNS 공식 계정 운영으로 회원사와 연합회의 커뮤니케이션 창구 확보
- 디자인산업 정책발굴
  - 청와대 경제보좌관
  - 국민경제자문회의 산업디자인 발전방향 간담회
  - 산업통상자원부 정책개선 방안 논의
  - 산업기술평가원 공공발주 정책 개선
  - 산업통상자원부 중견기업 경쟁력 강화 전략
  - 특허청 디자인 창장 권리 보호
  - 산업디자인 디자인대가기준 제정
  - 디자인코리아페스티벌 자문
  - 디자인전문기업 육성방안 및 중장기 발전방안
  - 산업디자인진흥법 개정
  - 디자인권리보호를 위한 특허청 간담회

## 역대 단체장
| 역임기간                         | 성명   | 소속                            |
| -------------------------------- | ------ | ------------------------------- |
| 제1대 (1994년 4월~1997년 3월)    | 유명식 | (주)메서드디자인연구소 대표이사 |
| 제2대 (1997년 3월~2000년 2월)    | 이승근 | (주)새암디자인그룹 대표이사     |
| 제3·4대 (2000년 2울~2002년 12월) | 최종석 | 아이알아이 대표이사             |
| 제5대 (2005년 1월~2006년 12월)   | 김대헌 | 플랜디자인 인스티튜트 대표      |
| 제6대 (2006년 12울~2008년 12월)  | 조영길 | (주)디자인모올 대표이사         |
| 제7대 (2008년12월~2010년 12월)   | 문준기 | (주)엠아이디자인 대표이사       |
| 제8·9대 (2011년 1울~2014년 12월) | 김성천 | (주)시디알어소시에이츠 대표이사 |
| 제10대 (2015년 1월~2016년 12월)  | 이수신 | (주)디자인케이투엘 대표이사     |
| 제11대 (2017년 1월~2018년 12월)  | 김진국 | 디자인캐스팅 대표               |
| 제12대 (2019년 1월~)             | 안장원 | (주)이음파트너스 대표이사       |